# Saint-Hilaire-sur-Puiseaux
Saint-Hilaire-sur-Puiseaux là một xã trong tỉnh Loiret, vùng Centre-Val de Loire bắc trung bộ nước Pháp.